# Tithaeus longipes
Tithaeus longipes is een hooiwagen uit de familie Tithaeidae.
De originele naamcombinatie (protoniem) is Tithaeus longipes Banks, 1930. De huidige (vanaf 2023) geldig wetenschappelijke naam van Tithaeus longipes Gaat terug op Banks.